# Robert Petway
Robert Petway (* 18. Oktober 1907 in Yazoo City, Mississippi; † im Mai 1978 vermutlich Chicago, Illinois) war ein US-amerikanischer Blues-Gitarrist. Seine Version des trad. Catfish Blues (1941) wurde von Muddy Waters zum Hit Rollin’ Stone verarbeitet, nach dem sich später die Rolling Stones benannten. Auch Jimi Hendrix nahm den Catfish Blues auf.
Über sein Leben ist wenig bekannt. Petway ist vermutlich am 18. Oktober 1907 in Yazoo City geboren. Er hatte 1941 und 1942 seine einzigen Aufnahme-Sessions.  Es gibt nur ein Foto von ihm. Er lebte in Mississippi, wo er auch auftrat, oft zusammen mit Tommy McClennan.